# San José (subte de Buenos Aires)
San José (conocida como San José Nueva) es una estación de la Línea E del subte de Buenos Aires, Argentina.. Se encuentra entre las estaciones Independencia y Entre Ríos, con andén único en dirección a las terminales Retiro y Plaza de los Virreyes-Eva Perón.
Inaugurada en 1966, como reemplazo de la vieja San José con destino a la plaza de la Constitución, fue declarada monumento histórico nacional en 1997.

## Ubicación
Se encuentra ubicada bajo la avenida San Juan, en la cuadra comprendida entre las calles San José y Santiago del Estero, en el barrio de Constitución, perteneciente a la Comuna 1 de la Ciudad Autónoma de Buenos Aires, Argentina.

## Historia
Fue inaugurada el 24 de abril de 1966 junto con la prolongación de la línea E hasta Bolívar, en lo que supuso la clausura de las antiguas estaciones San José, y Constitución. Esta última fue, hasta su clausura, una de las terminales de la Línea E y funcionaba en forma contigua a la estación homónima de la línea C.
Esta estación tiene la particularidad de tener los dos andenes totalmente separados uno del otro, casi sin comunicación alguna. Esto se debe a que entre ambos andenes se ubica la estación clausurada, que desde 1966 sirvió como cochera y depósito de trenes subterráneos, y actualmente funciona como taller de reparación y mantenimiento de coches, con el nombre de Taller San José.
Debajo de esta estación se instaló la cabina del sistema de control de tráfico centralizado (CTC), siendo el primero de su tipo instalado en la red de Subte.

En 2021 fue la estación menos usada de toda la red, recibiendo 90.600 pasajeros.

## Decoración
En el año 2015 se agregaron 13 murales alusivos a la película Moebius de la artista Julia Garibaldi Tobías.

## Hitos urbanos
Se encuentran en las cercanías de esta:
- Facultad de Ciencias Sociales de la Universidad de Buenos Aires
- Plaza Lola Mora
- Comisaría N.º 16 de la Policía Federal Argentina
- Escuela Primaria Común N.º 16 Eustaquio Cárdenas
- Instituto de Formación Técnica Superior N.º 23
- Escuela Primaria Común N.º 11 Dr. Ricardo Gutiérrez
- Colegio N.º 1 Bernardino Rivadavia
- Escuela de Comercio N.º36 Isaac Halperin

## Imágenes

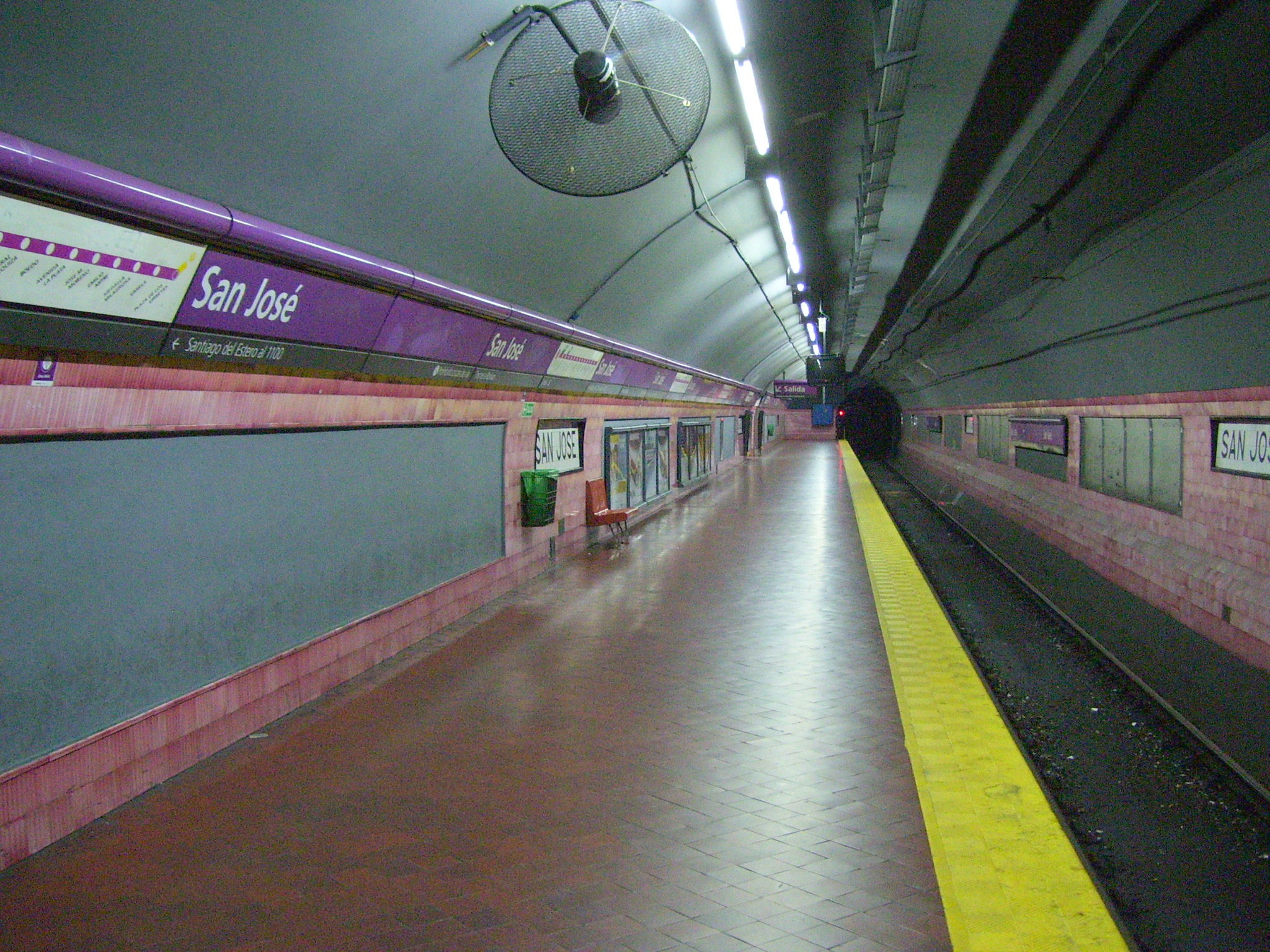
Andén vacío (2007)
Formación detenida
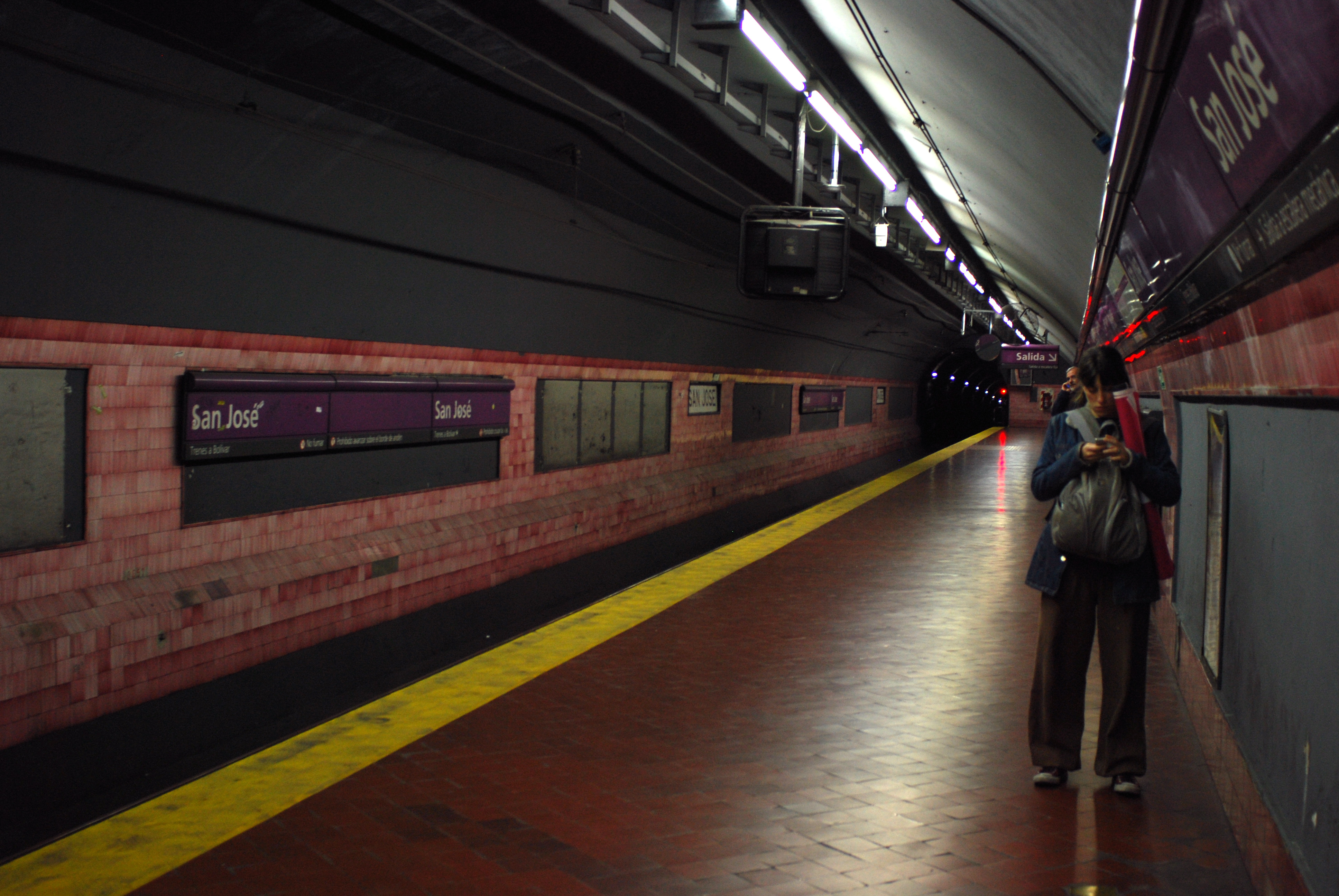
Andén a Bolívar (Este)
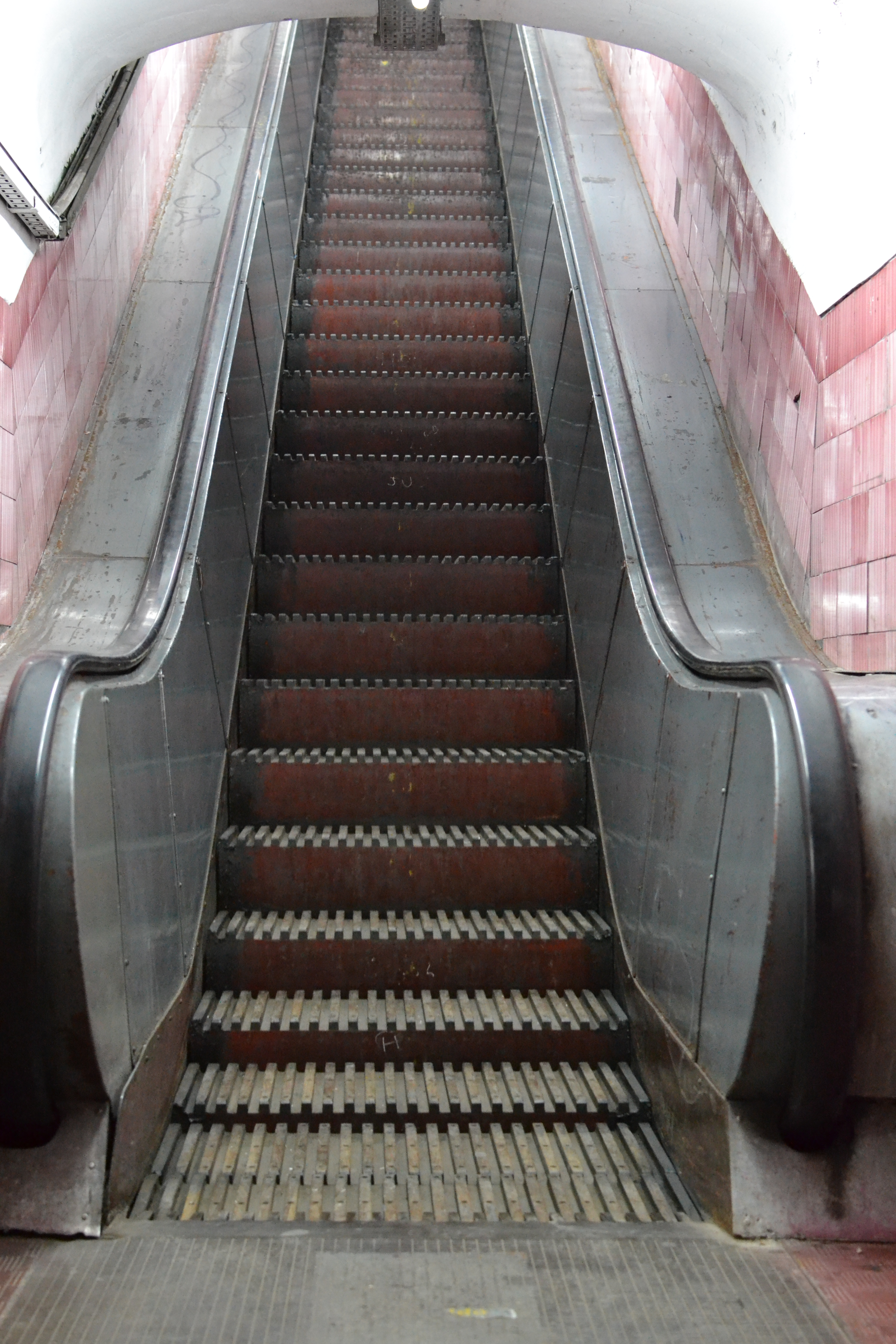
Escalera mecánica de madera
Mural agregado durante el año 2015
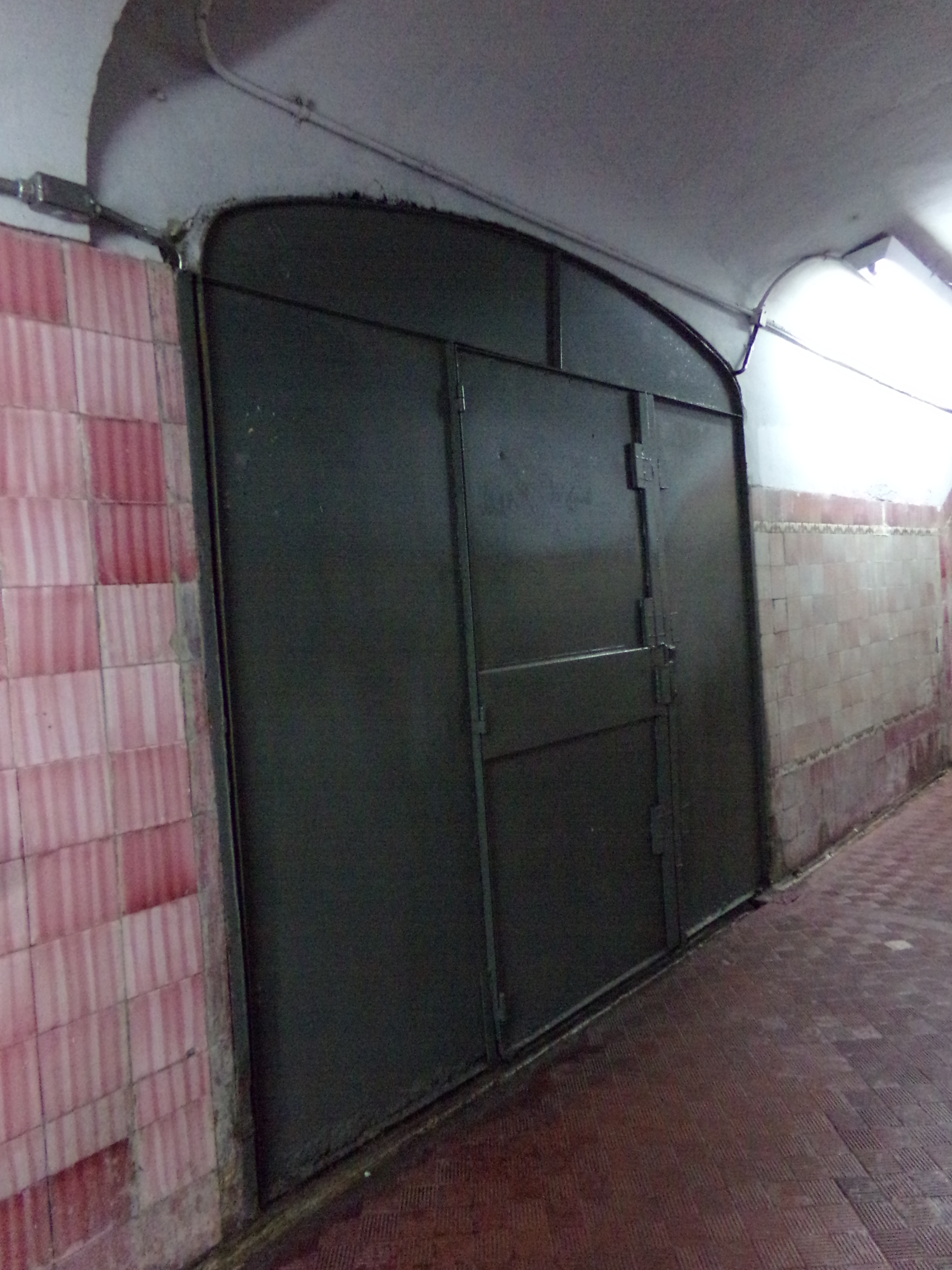
Entrada al taller San José desde el andén a Bolívar (Este)